# Ed Macauley
Charles Edward Macauley Jr. (* 22. März 1928 in St. Louis, Missouri; † 8. November 2011), genannt „Easy Ed“, war ein US-amerikanischer Basketballspieler.

## Leben und Karriere
Zwischen 1949 und 1959 spielte der 1928 in St. Louis geborene Charles Edward Macauley Jr. in der US-Profiliga NBA bei den St. Louis Bombers, Boston Celtics und St. Louis Hawks. 1956 tauschten ihn die Celtics für die Rechte an Bill Russell. Mit den Hawks gewann er 1958 die erste und einzige Meisterschaft der Teamgeschichte. Er wurde insgesamt sieben Mal für das All-Star Game nominiert. Schon ein Jahr nach Ende seiner Karriere, 1960, wurde Macauley in die Naismith Memorial Basketball Hall of Fame aufgenommen. 1989 wurde er Domdechant in der Katholischen Kirche.

## Auszeichnungen
- 1960: Aufnahme in die Naismith Memorial Basketball Hall of Fame
- 2003: Würdigung mit einem Star auf dem St. Louis Walk of Fame